# Caradrina eucrinospila
Caradrina eucrinospila là một loài bướm đêm trong họ Noctuidae.